# دير لا توريت

دير القديسة مريم في لا توريت أو دير لا توريت (بالفرنسية: Sainte Marie de La Tourette) دير دومينيكاني يقع في وادي بالقرب من مدينة ليون في فرنسا. وهو من تصميم المعمار السويسري الفرنسي لو كوربوزييه، والذي بدأ بتصميم رسوماته الأولية  في عام 1953، إلا إنه لم يُنفذ إلا في عام 1960. ويُعتبر المبنى اليوم أحد أهم الأمثلة على عمارة الحداثة.